# فرانتيسيك ميلر
فرانتيسيك ميلر (بالألمانية: František Miller) (و. 1902 – 1983 م) هو عالم حيواني، وعالم العنكبوتيات، وأستاذ جامعي، من التشيك، ولد في كلادنو، توفي في برنو، عن عمر يناهز 81 عاماً.